# Ołtarz Jabacha
Ołtarz Jabacha (niem. Jabach Altar) – ołtarz namalowany przez Albrechta Dürera ok. 1503–1505.
Ołtarz został prawdopodobnie zamówiony przez elektora saskiego Fryderyka Mądrego dla kaplicy w uzdrowisku Hiobsbad koło Annabergu w Saksonii. Nie wiadomo kiedy został on podzielony. Cztery zachowane jego części znajdują się obecnie w trzech niemieckich muzeach. Są one pozostałością dwóch skrzydeł. Część centralna ołtarza nie zachowała się.
Zewnętrzna część lewego skrzydła przedstawia Hioba z żoną. Hiob siedzi na kupie gnoju. Żona wylewa na niego wodę z wiadra by złagodzić jego cierpienia wywołane wrzodami. Może to być także aluzja do terapeutycznych właściwości wody zdrojowej. W tle są widoczne płonące ruiny domu, w których zginęły dzieci Hioba, oraz mężczyzna biegnący ze złymi wiadomościami. Ta część ołtarza jest przechowywana w Städel Museum we Frankfurcie nad Menem. Wewnętrzna część lewego skrzydła przedstawia świętych Józefa i Joachima. Jest ona przechowywana w Starej Pinakotece w Monachium.
Zewnętrzna część prawego skrzydła przedstawia Dwóch muzykantów grających na flecie i bębenku. W tym drugim upatrywano autoportretu samego Dürera. W tle są widoczni konni Chaldejczycy kradnący wielbłądy oraz trzech jeźdźców zabijających służących Hioba. Ta część jest przechowywana w Wallraf-Richartz-Museum w Kolonii. Wewnętrzna część prawego skrzydła przedstawia świętych Symeona i Łazarza. Jest ona przechowywana w Starej Pinakotece w Monachium.

## Galeria

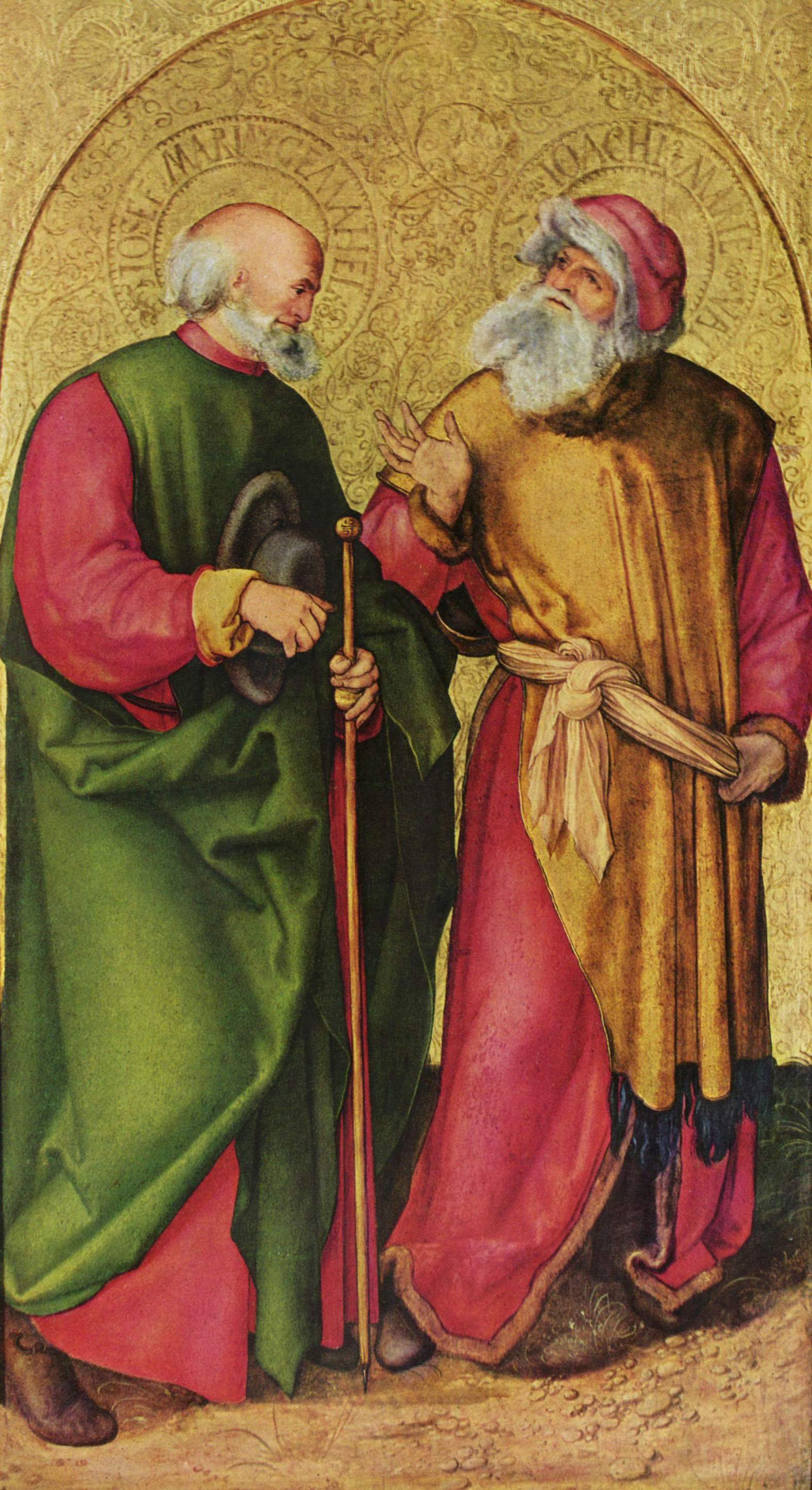
Święci Józef i Joachim
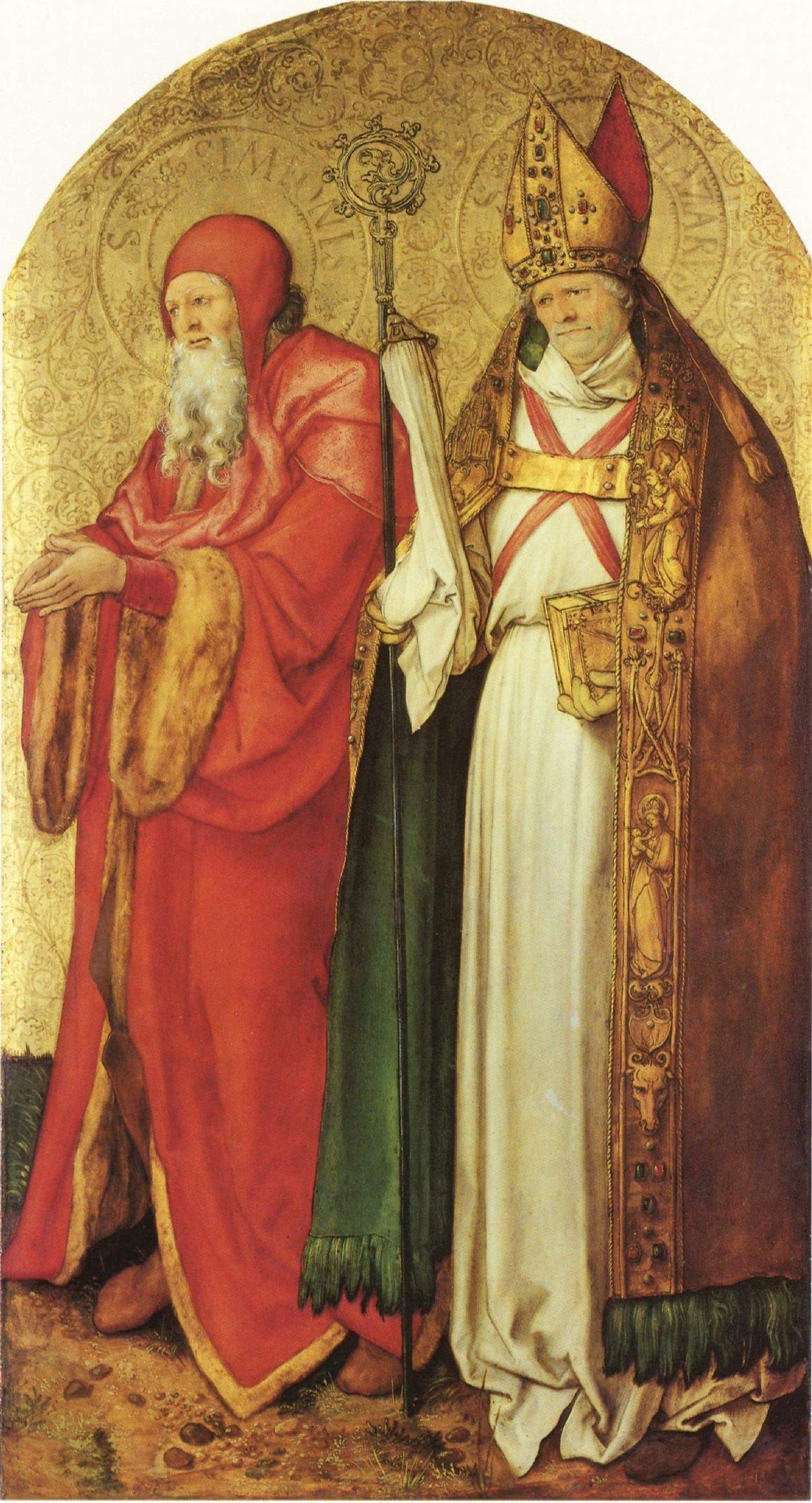
Święci Symeon i Łazarz